# Compas de proportion

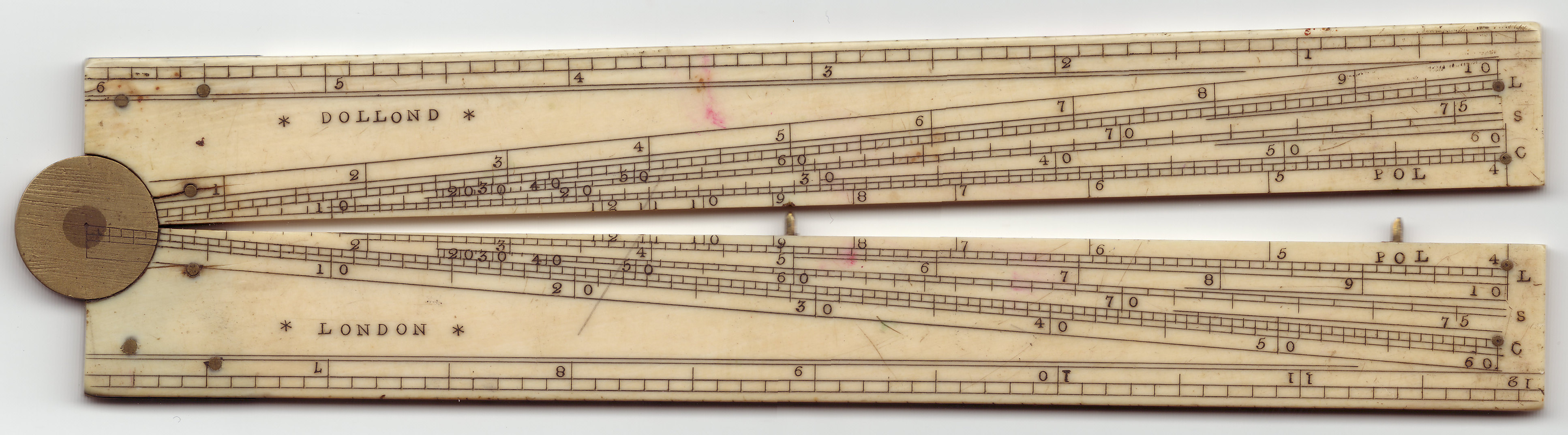
Photographie d'un compas de proportion

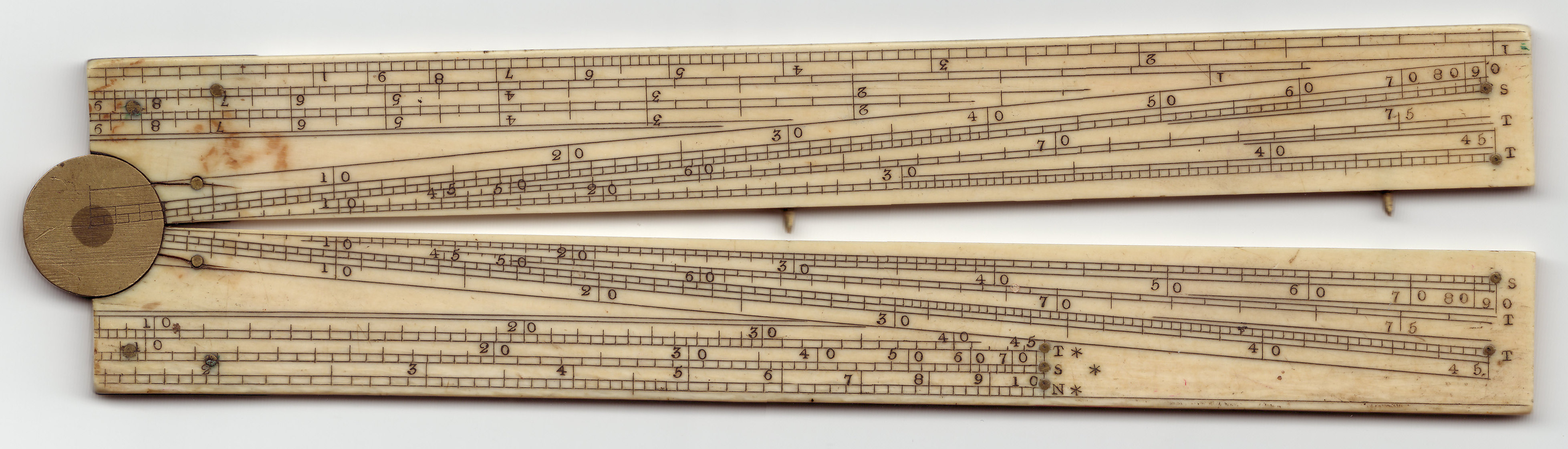
L'autre face

Le compas de proportion est un instrument de mathématique, composé de deux règles plates, assemblées à charnière par un des bouts, comme un compas ordinaire, pouvant de même se fermer ou s’ouvrir sous des angles plus ou moins aigus et portant sur leurs faces des lignes divisées pour servir à divers usages de géométrie.
Il est aussi appelé secteur (anglais sector), ou encore  compas militaire à la Renaissance.

## Description

### Matériaux
Les compas de proportion sont généralement en laiton, mais on en trouve en os, et en bois.

### Graduations
Le compas peut comporter quelques-unes des échelles (ou 'lignes') suivantes, en fonction de son origine ou son usage :
- Ligne des parties égales ou « ligne des lignes », qui est divisée sur la longueur du compas en 200 parties égales, et sert, avec un compas à pointes sèches, à tous les calculs de proportions, suivant le théorème de Thalès.
- des plans, qui est graduée de 1 à 64, et permet de déterminer la longueur du côté d'une figure qui sera 2, 3, 4, ..., 64 ({\displaystyle 8\times 8}) fois plus grande ou plus petite qu'une autre en aire (surface).
- des polygones, qui comprend depuis le centre les côtés d'un certain nombre de polygones réguliers, inscrits dans un même cercle, du carré au dodécagone, en général.
- des cordes, qui sert à mesurer un angle sur le papier ou bien à reporter des angles observés.
- des solides, ainsi appelée parce qu'elle comprend les côtés homologues d'un certain nombre de solides (volumes) semblables, multiples du premier par les nombres de 1 à 64 ({\displaystyle 4^{3}}). Cette échelle permet de déterminer la longueur du côté d'un solide 1 à 64 fois plus grand en volume qu'un autre de même forme.
- de sécantes. La sécante est l'inverse du cosinus.
- de sinus
- des tangentes
- des métaux. Elle sert à trouver le diamètre de 6 sphères métalliques de même poids, mais de métaux différents, la plus pesante ayant un diamètre de 6 pouces. Cette échelle est très approximative, car elle ne tient pas compte de la méthode d'obtention du métal (pureté).
- du calibre des pièces donne le diamètre de la bouche du canon, en fonction du poids du boulet de fer. Les chiffres représentent le poids, et la distance à l'origine le diamètre à reporter sur la ligne des lignes. Utilisée compas tout ouvert.
- du poids des boulets donne le poids d'un boulet de fer, en fonction de son diamètre, pris sur la ligne des lignes. Ce report se fait compas tout ouvert.
- de pouce
- de latitude permet de connaître en miles, la distance entre deux parallèles espacés d'un nombre connu de degrés. C'est la ligne des cordes qui sert d'index pour cette correspondance.
- des heures et des longitudes permet de calculer l'angle à donner à un cadran en fonction de la latitude.
- des inclinaisons du méridien
- de logarithmes, qui permet, avec le compas à pointes sèches de procéder à des multiplications ou division par simple addition ou soustraction de longueurs.

## Utilisation
A l'époque classique, le compas de proportion fit partie des outils du dessinateur et de l'artiste peintre, avec le fil à plomb, la règle graduée, les compas à pointe sèche. Il sert à établir la perspective et le tracé des ombres. Léonard de Vinci recommandait ces instruments ; mais les procédés laborieux de la construction géométrique étaient plutôt ceux du débutant, l'artiste formé devant avoir, selon l'expression de Michel-Ange « le compas dans l'œil », particulièrement en ce qui concerne les proportions.

Historiquement, le compas de proportion est utilisé en géométrie dès le XVIe siècle à la manière d'une règle à calcul  :

« Il peut servir à résoudre promptement & facilement les Problèmes les plus utiles & les plus nécessaires dans toutes les parties de Mathématique, & principalement dans la Géométrie pratique, tant sur le papier que sur le terrain. »

— Ozanam, 1688.
À partir de la renaissance, le compas de proportion est utilisé dans l'armée ("Compas militaire"). Avec l'industriel Richard Roberts, le compas de proportion, incorporé à la machine-outil, devient dès 1816 un élément de machine.

## Historique
- 1567 Compas de Fabrizio Mordente.

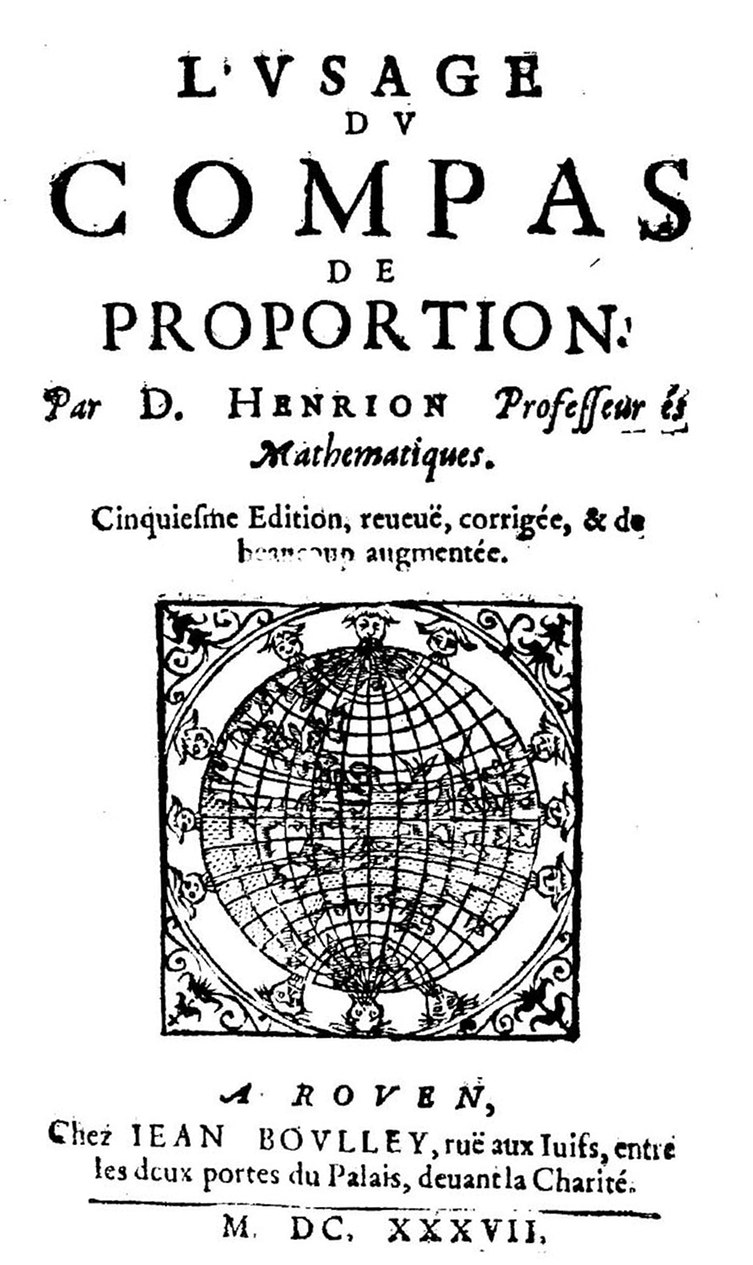
Clément Cyriaque de Mangin, Usage du compas de proportion, 1637

- 1575 Compas de H. Cole porte des échelles pour les bois de charpente

- 1595 (publié en 1598) Galluci décrit le compas inventé par Guidubaldo del Monte, qui comporte la ligne des lignes et la ligne des cordes[2].
- 1597 Galilée complète le compas de proportion.
- 1606 Galilée décrit son compas de proportion : Le operazioni del compasso geometrico, et militare, publié à Padoue.
- 1618 Denis Henrion publie en français un "usage du compas de proportion" chez Michel Daniel[3]
- Disparaît progressivement au début du XIXe siècle, remplacé par la règle à calcul et les tables de logarithmes.